# Louis Gervais François Laubie
Louis Gervais François Laubie (Le Creusot, 27 février 1911 - décembre 1943), est un ingénieur maritime français.

## Biographie
Ingénieur des Arts-et-Métiers, il entre à l’École des ingénieurs mécaniciens de la marine à Brest en 1931. Ingénieur de 3e classe (octobre 1933), il sert comme second du service machines sur le torpilleur Palme en Méditerranée et passe en 1936 sur le contre-torpilleur Chevalier-Paul. 
Élève à l’École de navigation sous-marine de Toulon, il en sort avec le certificat d'aptitude et embarque en avril 1938 comme chef du service machines sur le sous-marin Protée. Il effectue à son bord des croisières vers les Canaries au début de la Seconde Guerre mondiale puis est envoyé à la force X à Alexandrie où le bâtiment est chargé de missions spéciales en Méditerranée (printemps 1943). 
En accomplissant une de ses missions, le Protée disparait au large de Cassis en décembre 1943. Il ne sera retrouvé qu'en 1995.
Le nom de Laubie a été attribué à un sous-marin.

## Récompenses et distinctions
- Chevalier de la Légion d'honneur.
- L'Unterseeboot 766 a été rebaptisé Laubie en son honneur.